# Teen Vogue
Teen Vogue es una revista que comenzó como una versión especial de la exitosa revista Vogue para un público más joven. Da consejos de belleza y hace reportajes sobre jóvenes famosos. Es publicada por Condé Nast Publications.

## Icono popular
Teen Vogue aparece en la serie The Hills transmitida por la cadena MTV, que muestra a Lauren Conrad trabajando como pasante en las oficinas de la revista en las cercanías a Hollywood.